# Девичьи Горы
Девичьи Го́ры — село в Большеболдинском районе Нижегородской области Российской Федерации. Входит в состав Молчановского сельсовета.
Формально в селе есть одна улица — Восточная, однако, постоянного населения в Девичьих Горах нет — его последнего жителя не стало в 2002 году, село фактически заброшено.
Расположено у горы, на правом берегу реки Чека. На территории села находится два пруда.

## История
Впервые письменно упоминается в Арзамасских поместных актах 1606 года. Население Девичьих Гор относилось к государственным крестьянам.
Административно село входило в Большемаресевскую волость Лукояновского уезда Нижегородской губернии. После упразднения уезда в 1929 году вошло в состав Большеболдского района. Однако, уже в следующем 1930 годы село передано в состав Гагинского района, в ноябре 1957 года возвращено в Большеболдинский район, однако уже в следующем месяце — декабре 1957 года вновь отдано в Гагинский район. В январе 1965 года село было окончательно возвращено в состав Большеболдского района.

## Население
| 1859 | 1999 | 2002 | 2010 |
| ---- | ---- | ---- | ---- |
| 94   | ↘3   | ↘0   | →0   |

## Памятники истории и культуры
В Девичьих Горах (на кладбище села) находятся два памятника истории и культуры регионального значения — могилы Героев Социалистического Труда Ивана Николаевича Долотова (1913-1969) и Ивана Фёдоровича Репина (1902-1964).